# Cacomantis
Cacomantis is een geslacht van vogels uit de familie van de koekoeken (Cuculidae). De wetenschappelijke naam van het geslacht is voor het eerst geldig gepubliceerd in 1843 door Salomon Müller.

## Soorten
De volgende elf soorten zijn bij dit geslacht ingedeeld:
- Cacomantis addendus – Salomonsstruikkoekoek
- Cacomantis aeruginosus  –  Molukse struikkoekoek
- Cacomantis blandus – Manusstruikkoekoek
- Cacomantis castaneiventris  –  Roestbuikstruikkoekoek
- Cacomantis flabelliformis  –  Waaierstaartstruikkoekoek
- Cacomantis merulinus  –  Piet-van-vliet
- Cacomantis passerinus  –  Grijsbuik-piet-van-vliet
- Cacomantis sepulcralis  –  Soendastruikkoekoek
- Cacomantis sonneratii  –  Gestreepte piet-van-vliet
- Cacomantis variolosus  –  Sahoelstruikkoekoek
- Cacomantis virescens – Sulawesistruikkoekoek